# Touch! eco 2009 いま、私達にできること。 ズームイン!!SUPER×NEWS ZERO
『Touch! eco 2009 いま、私達にできること。 ズームイン!!SUPER×NEWS ZERO』（タッチ!エコ2009 いま、わたしたちにできること。 ズームイン!!スーパー × ニュースゼロ）は、日本テレビ系列のNNS加盟全29局で2009年6月7日13:30 - 17:25 (JST) に放送された環境問題をテーマとした特別番組。ハイビジョン制作（地上デジタル放送のみ）。

## 概要
日本テレビ系列では毎年6月5日の世界環境デーを含む1週間に「日テレ系ecoウィーク」を開催している。2009年は「Touch! eco」を合言葉に6月1日から6月7日まで開催され、最終日である6月7日にこの番組を放送した。
タイトルや後述の出演者にもある通り、朝の情報番組『ズームイン!!SUPER』と夜の報道番組『NEWS ZERO』とのコラボレーション番組でもある。
前回、系列局によっては飛び乗り・飛び降りの地域があったが、今回は日本テレビ系列のNNS加盟局のみの放送ではあるものの、全加盟局同一時間帯に放送した。また、メインスタジオも日本テレビ2階のマイスタジオとなった。

## 出演者

### 番組キャスター
メインキャスター
- 櫻井翔（嵐）
- 羽鳥慎一（当時：日本テレビアナウンサー）

サブキャスター
- 鈴江奈々（日本テレビアナウンサー）

エコナビゲーター
- 北島康介

特別ゲスト
- 毛利衛（日本科学未来館館長）

### コーナーキャスター
千年の森を、作ろう。
- 宮脇昭（植物生態学者）
- 村尾信尚
- 小林麻央

日本おそうじプロジェクト
- 西尾由佳理（日本テレビアナウンサー）
- 田中毅（同上）

LIFE特別版〜環境と食
- 板谷由夏

イベントリポート（日テレタワー大屋根広場での同時開催イベント）
- 鈴木崇司（日本テレビアナウンサー）
- 小熊美香（同上）

## ネット局
日本テレビ系列のNNS加盟全29局で放送（通常の『ズームイン!!』と『ZERO』も全局でネットしている）。太字はクロスネット局のメインの系列。
| 放送対象地域  | 放送局                      | 放送日時                   |
| ------------- | --------------------------- | -------------------------- |
| 関東広域圏    | 日本テレビ (NTV) （制作局） | 2009年6月7日 13:30 - 17:25 |
| 北海道        | 札幌テレビ (STV)            | 2009年6月7日 13:30 - 17:25 |
| 青森県        | 青森放送 (RAB)              | 2009年6月7日 13:30 - 17:25 |
| 岩手県        | テレビ岩手 (TVI)            | 2009年6月7日 13:30 - 17:25 |
| 宮城県        | ミヤギテレビ (MMT)          | 2009年6月7日 13:30 - 17:25 |
| 秋田県        | 秋田放送 (ABS)              | 2009年6月7日 13:30 - 17:25 |
| 山形県        | 山形放送 (YBC)              | 2009年6月7日 13:30 - 17:25 |
| 福島県        | 福島中央テレビ (FCT)        | 2009年6月7日 13:30 - 17:25 |
| 新潟県        | テレビ新潟 (TeNY)           | 2009年6月7日 13:30 - 17:25 |
| 富山県        | 北日本放送 (KNB)            | 2009年6月7日 13:30 - 17:25 |
| 石川県        | テレビ金沢 (KTK)            | 2009年6月7日 13:30 - 17:25 |
| 福井県        | 福井放送 (FBC)              | 2009年6月7日 13:30 - 17:25 |
| 山梨県        | 山梨放送 (YBS)              | 2009年6月7日 13:30 - 17:25 |
| 長野県        | テレビ信州 (TSB)            | 2009年6月7日 13:30 - 17:25 |
| 静岡県        | 静岡第一テレビ (SDT)        | 2009年6月7日 13:30 - 17:25 |
| 中京広域圏    | 中京テレビ (CTV)            | 2009年6月7日 13:30 - 17:25 |
| 近畿広域圏    | 読売テレビ (ytv)            | 2009年6月7日 13:30 - 17:25 |
| 鳥取県 島根県 | 日本海テレビ (NKT)          | 2009年6月7日 13:30 - 17:25 |
| 岡山県 香川県 | 西日本放送 (RNC)            | 2009年6月7日 13:30 - 17:25 |
| 広島県        | 広島テレビ (HTV)            | 2009年6月7日 13:30 - 17:25 |
| 山口県        | 山口放送 (KRY)              | 2009年6月7日 13:30 - 17:25 |
| 徳島県        | 四国放送 (JRT)              | 2009年6月7日 13:30 - 17:25 |
| 愛媛県        | 南海放送 (RNB)              | 2009年6月7日 13:30 - 17:25 |
| 高知県        | 高知放送 (RKC)              | 2009年6月7日 13:30 - 17:25 |
| 福岡県        | 福岡放送 (FBS)              | 2009年6月7日 13:30 - 17:25 |
| 長崎県        | 長崎国際テレビ (NIB)        | 2009年6月7日 13:30 - 17:25 |
| 熊本県        | くまもと県民テレビ (KKT)    | 2009年6月7日 13:30 - 17:25 |
| 鹿児島県      | 鹿児島読売テレビ (KYT)      | 2009年6月7日 13:30 - 17:25 |
| 大分県        | テレビ大分 (TOS)            | 2009年6月7日 13:30 - 17:25 |

### 備考
- 沖縄テレビ（OTV : フジテレビ系列）では、前年は9:55 - 10:55[4]のみネットしていたが、今年は放送時間がフジテレビ同時ネット枠にかかるため、非ネット。
- 『たかじんのそこまで言って委員会』（読売テレビ制作 : NNS22局+TBS系列2局[5]で13:30 - 15:00に放送。）は、系列外ネット局とNNS加盟局の一部を除き、12:35 - 13:30（通常より55分繰り上げ・35分枠縮小）に放送した。

## スタッフ
- 総合演出：千野克彦
- 演出：岩佐直樹、柴田朋樹
- ディレクター：谷岡仁、松尾智法、北条淑子、高井健司、上野真二、佐藤宏繁、田中護、大波多洋貴、田岡伸介、中山大輔、後藤一輝、八巻尚人、廣瀬由紀子、白川大介、真鍋知佐、日山裕文、山口徳郎、可児智之、大角誠、森田陽子、飯塚淳一
- 構成：高瀬真尚（ジーワン）、丸山博久、吉野宏、谷田彰吾
- リサーチ：喜多あおい、ジーワン
- ナレーター：武田広、山本圭子、津野まさい、山崎優、森圭介（日本テレビアナウンサー）
- TM：新名大作
- CTD：土屋隆
- TD：清水秀明
- SW：村松明
- CAM：渡辺滋雄
- MIX：今野健
- 調整：三山隆浩
- 照明：木村弥史
- 美術：松崎純一、熊崎真知子
- 大道具：飯島なおみ
- 小道具：伊藤宏美
- 編集、MA：OMNIBUS JAPAN
- 音効：久坂恵紹、宮本大生
- TK：田中彩
- 制作進行：上田知洋
- デスク：宮沢薫、成田仁美
- AD：小林拓弘、半田悠、加藤絵美、大河原麻里、佐藤舞、松岡秀尚
- 編成：瀬戸口正克
- 広報：高松美緒
- 営業：阿部寿徳
- 映像提供：NASA、JAXA
- 中継技術：コスモスペース
- 中継協力：山形放送、静岡第一テレビ、読売テレビ
- 制作協力：Spice Factory、AX-ON
- プロデューサー：木藤憲治、鈴木敦、佐藤一、三浦俊明、山崎大介、荻野健、安彦真利江
- チーフクリエイター：西山美樹子
- チーフプロデューサー：山田克也
- 製作著作：日本テレビ